# Avid Technology
 (février 2015).
Si vous disposez d'ouvrages ou d'articles de référence ou si vous connaissez des sites web de qualité traitant du thème abordé ici, merci de compléter l'article en donnant les références utiles à sa vérifiabilité et en les liant à la section « Notes et références ».
Pour les articles homonymes, voir Avid.
Avid Technology, Inc est une société américaine spécialisée dans le développement d'outils informatiques de production audiovisuelle, en particulier de montage virtuel, de gestion de contenu et de publication de médias. Elle a été créée en 1987 et introduite en bourse en 1993. La maison mère se trouve à Tewksbury dans le Massachusetts.
Les produits Avid ont gagné plusieurs prix aux Oscars, Grammy et Emmy Awards.

## Historique
C'est en avril 1988 que le directeur marketing d'Apollo Computer, Inc., William J. Warner, crée le prototype du premier système de montage virtuel de la société (Avid/1 Media Composer) et le présente dans une suite privée du National Association of Broadcasters (NAB), le plus grand salon américain des professionnels de l'audiovisuel. Avid/1 est alors basé sur l'ordinateur Apple Macintosh II avec un logiciel et un matériel conçu par Avid.
Avid/1 est rendu public au NAB en avril 1989. Le premier système vendu aux États-Unis est acheté par Alan Miller, du Rebo Studio de New York en juin 1989. Il le teste en version bêta avec quatre autres sites jusqu'à la version définitive en décembre 1989.
En France, le premier système est également vendu en 1989, en version bêta, par la société Macsys France SA à Monsieur Jean-Michel Billaut, responsable de L'Atelier BNP Paribas situé à l'époque Avenue Kleber à Paris.
L'Université d'Hawaii est la première école à s'équiper d'un système Avid pour son laboratoire Media, encadré par Patricia Amaral. Anthony Pennings, aujourd'hui à l'Université de New York, est le premier directeur d'études à donner des formations sur les systèmes Avid.
Au début des années 1990, les produits Avid commencent à remplacer les tables de montage (comme la célèbre Moviola), permettant ainsi aux monteurs film de faire leur travail avec une plus grande souplesse.
En France, Luc Besson fait l'acquisition en novembre 1991 d'un système AVID (version 1) chez Macsys France SA.
Le PDG de Macsys France SA, Abel N'Diaye, déjà en contact avec Bill Warner depuis le NAB 88 à Las Vegas, présente Avid en avant-première en France dès 1988, puis en Europe au salon Imagina 1988/89 à Monaco, puis en 1990/91/ et 1992. En 1993, la société Avid installe ses bureaux français à Paris.
Début 1992, Luc Besson réalise la première publicité télévisée montée entièrement sur AVID en France, à l'occasion des jeux olympiques d'Albertville. Le film est monté par Sylvie Landra, première monteuse française formée sur AVID par la société Macsys France, dès 1989/90, avant de rejoindre par la suite les équipes de Luc Besson. C'est encore ce cinéaste qui réalise le premier long métrage de cinéma entièrement monté sur AVID, Léon. Luc Besson monte ensuite tous ses films à l'aide des outils Avid.

Un des anciens logos d'Avid.

En 1994, seuls deux films utilisent ce nouveau système de montage numérique, dont Pulp Fiction. En 1995, il s'agit d'une douzaine, annonçant le déclin du montage traditionnel de la pellicule 35mm. En 1996, Walter Murch reçoit l'Oscar du meilleur montage pour Le Patient anglais, monté sur Avid. C'est ainsi le premier prix donné à un film monté sur un système numérique. Dans le film Demain ne meurt jamais (1997), le logiciel fait même un caméo : on peut ainsi l'apercevoir sur le 3e moniteur de Gubta espionnant Paris parlant à Bond.
La majorité des émissions de télévision, publicités, longs métrages, sont aujourd'hui montés sur des produits Avid ou d'autres systèmes virtuels concurrents ayant émergé depuis. Avid a créé des versions grand public de systèmes de montage virtuel, dérivées des produits professionnels, comme Xpress DV par exemple. Elle a même proposé, pendant un certain temps[Quand ?], une version gratuite permettant de se familiariser avec le montage virtuel.
En 1994, Avid crée l'Open Media Framework (OMF), format de fichier ouvert pour le partage de médias et de métadonnées. La société élargit ensuite élargi son domaine d'activité au stockage et à la gestion des médias, devenant un acteur majeur de l'industrie de la télévision. Les produits-clés de cet élargissement sont les systèmes de stockages partagés Unity MediaNetwork et Unity ISIS. En 2006, Avid lance Avid Interplay pour simplifier les flux de travail et la gestion de contenus pour la télévision et la post-production.

## Actionnaires
Liste de principaux actionnaires au 28 octobre 2019.
| Blum Capital Partners                            | 15,3% |
| Impactive Capital                                | 8,51% |
| Capital Research & Management (Global Investors) | 8,17% |
| The Vanguard Group                               | 6,70% |
| Indaba Capital Management                        | 5,81% |
| Cove Street Capital                              | 4,84% |
| Dimensional Fund Advisors                        | 4,44% |
| Van Den Berg Management                          | 4,18% |
| Capital Research & Management (World Investors)  | 4,02% |
| Artisan Partners                                 | 3,84% |

## Produits

### Montage vidéo, montage film et finition
- Avid Videoshop
- Avid Cinema (arrêté)
- Media Suite Pro - version simplifiée du Media Composer
- Avid MCXpress MAC - c'est une version du Media Composer dont certaines fonctionnalités sont bridées par un dongle
- Avid MCXpress Windows NT c'est le premier système AVID sur PC cette version est complètement différente de la version MAC
- Film Composer
- Avid Xpress – famille de produits de montage vidéo (Xpress DV, Xpress Pro, Xpress Studio...) anciennement appelé MCXPress
- Media Composer – famille de produits de montage vidéo et film (Media Composer Meridien, Adrenaline, Adrenaline HD)
- Symphony Nitris – produit de finition
- Avid Liquid
- Avid DS Nitris

### News
- NewsCutter – famille de produits de montage news (NewsCutter Meridien, XP, Adrenaline, Nitris)
- Deko
- Sundance Digital – automation de diffusion
- CaptureManager – automation d’enregistrement
- MediaStream – serveur de diffusion
- AirSpeed – serveur de diffusion
- Avid iNEWS – NRCS (Newsroom Computer System)

### Animation
- Softimage XSI

### Audio
- Audiovision (avant le rachat de la société Digidesign)
- Pro Tools (après le rachat de cette société)
- M-Audio
- Torq

### Gestion de contenu
- Alienbrain
- Avid Interplay

### Stockage
- Unity MediaNetwork
- Unity ISIS

### Technologies
- DNxHD codec - codec HD

### Acquisitions
| Année | Sociétés                | détails / références                                                    |
| ----- | ----------------------- | ----------------------------------------------------------------------- |
| 1994  | Digidesign (en)         | (créateur et développeur de Pro Tools)                                  |
| 1994  | Basys                   | Système rédactionnel appartenant à ITN, vendu à DEC puis à Avid         |
| 1995  | Elastic Reality, Inc.   | développant le logiciel de morphing Elastic Reality                     |
| 1995  | Parallax Software       | créateurs d'Matador, Illusion et Jester (ink-and-paint software)        |
| 1998  | Softimage               | créateur: Eponyme - Daniel Langlois                                     |
| 1998  | Tektronix               | Alliance stratégique avec Tektronix - le propriétaire de Lightworks     |
| 2000  | The Motion Factory      |                                                                         |
| 2000  | Pluto Technology        |                                                                         |
| 2001  | iNEWS                   |                                                                         |
| 2002  | iKnowledge              |                                                                         |
| 2003  | Rocket Networks         | Inventeur du premier réseau de communication entre plusieurs Pro Tools. |
| 2004  | NXN                     |                                                                         |
| 2004  | Bomb Factory (en)       | Janvier                                                                 |
| 2004  | M-Audio                 | Août                                                                    |
| 2005  | Pinnacle Systems        | Avril                                                                   |
| 2005  | Wizoo                   | Août                                                                    |
| 2006  | Medéa Corporation       | Janvier                                                                 |
| 2006  | Sundance Digital        | Avril                                                                   |
| 2006  | Sibelius Software       | Août                                                                    |
| 2010  | Blue Order Solutions AG | Janvier                                                                 |
| 2010  | Euphonix (en)           | Avril                                                                   |